# Reinhold Bauer (Historiker)

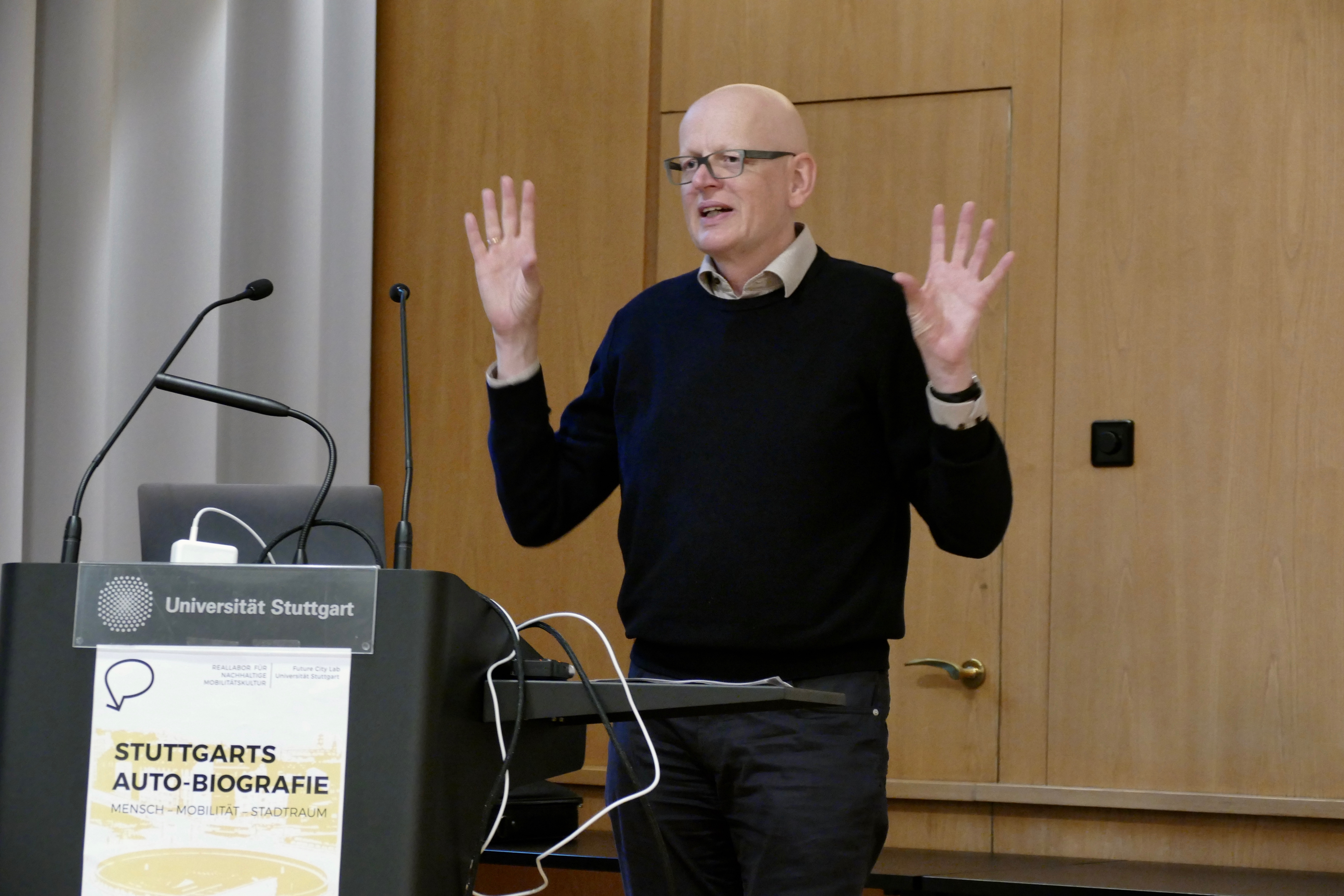
Reinhold Bauer bei einem Vortrag an der Universität Stuttgart im April 2019

Reinhold Bauer (* 1965 in Rheine) ist ein deutscher Technikhistoriker. Seit 2011 ist er Professor für Wirkungsgeschichte der Technik am Historischen Institut der Universität Stuttgart und seit 2019 Vorsitzender des Direktoriums des Internationalen Zentrums für Kultur- und Technikforschung (IZKT) der Universität Stuttgart. Zu seinen Forschungsschwerpunkten gehört die Innovations- und Mobilitätsgeschichte sowie die Geschichte von Produktionsorganisation und -technik.

## Leben und Wirken
Bauer studierte von 1987 bis 1993 Geschichte der exakten Wissenschaften und der Technik, Neuere Geschichte sowie Kraftfahrzeugtechnik an der Technischen Universität Berlin. 1994 wurde er zunächst Wissenschaftlicher Mitarbeiter, 1999 dann Wissenschaftlicher Assistent bei Hans-Joachim Braun an der Helmut-Schmidt-Universität der Bundeswehr (HSU) in Hamburg.
1998 wurde er mit seiner von Wolfgang König betreuten Dissertation über die Geschichte des Pkw-Baus in der DDR an der TU Berlin promoviert. 2005 habilitierte er sich an der HSU mit einer Arbeit zu gescheiterten Innovationen.
Nach Professurvertretungen an der Ruhr-Universität Bochum und der HSU Hamburg wurde Bauer zum Wintersemester 2011 auf die von der Berthold Leibinger Stiftung finanzierte Stiftungsprofessur für Wirkungsgeschichte der Technik an der Universität Stuttgart berufen, die nach Zwischenevaluation 2021 zu einer ordentlichen Professur des Historischen Institutes wurde.
Bauer war von 2014 bis 2021 Vorsitzender des Deutschen Nationalkomitees der Internationalen Union für Geschichte und Philosophie der Wissenschaften und der Technik, Abteilung Wissenschafts- und Technikgeschichte (IUHPST/DHST) und von 2012 bis 2023 Mitglied der Wissenschaftlichen Leitung der Zeitschrift Technikgeschichte. Er ist darüber hinaus Mitglied in zahlreichen wissenschaftlichen Institutionen, u. a. im Beirat des Fachinformationsdienstes Geschichtswissenschaft sowie im Kuratorium des Wirtschaftsarchivs Baden-Württemberg.

## Veröffentlichungen (Auswahl)
- PKW-Bau in der DDR. Zur Innovationsschwäche von Zentralverwaltungswirtschaften Peter lang Verlag, Frankfurt/M., Berlin u. a. 1999, ISBN 3-631-34865-7.
- Gescheiterte Innovationen. Fehlschläge und technologischer Wandel Campus Verlag, Frankfurt/M. 2006, ISBN 3-593-37973-2.
- (Hg. mit Wofhard Weber und James Williams) Technik zwischen ‚artes‘ und ‚arts‘, Technology between “artes” and “arts”, Festschrift für Hans-Joachim Braun, Waxmann Verlag, Münster 2008, ISBN 978-3-8309-7026-2.
- Failed Innovations - Five Decades of Failure?, in: ICON. Journal of the International Committee for the History of Technology, 20(2014), S. 33–40.
- Fahrrad, Auto, Stadt. Individualverkehr und städtischer Raum (nicht nur) in Stuttgart, in: Technikgeschichte, 85(2018), S. 234–266, ISSN 0040-117X.
- (Hg. mit Natalia Pfau und Elke Uhl) Stuttgarts Auto-Biografie. Mensch – Mobilität – Stadtraum, Stuttgart 2020, ISBN 978-3-945774-03-8.
- (Hg. mit Wolfgang Burr) Das Ende des „Goldenen Zeitalters“? Der Strukturwandel der 1970er Jahre, seine Rezeption und Folgen aus interdisziplinärer Perspektive, LIT Verlag, Münster 2021, ISBN 978-3-643-14870-4.
- Vom Fordismus zur „Industrie 4.0“. Industrielle Produktion und Konsum im 20. Jahrhundert, in: Christian Kleinschmidt, Jan Logemann (Hg.): Konsum im 19. und 20. Jahrhundert, Walter de Gruyter, Berlin/Boston 2021, S. 433–457, ISBN 978-3-11-099148-2.